# Macrophya ribis
Macrophya ribis är en stekelart som först beskrevs av Franz Paula von Schrank 1781.  Macrophya ribis ingår i släktet Macrophya, och familjen bladsteklar. Arten är reproducerande i Sverige.